# 印尼夢角鮟鱇
印尼夢角鮟鱇，為輻鰭魚綱鮟鱇目棘茄魚亞目夢角鮟鱇科的其中一種。分布於西太平洋區的印尼海域，屬深海魚類，棲息深度約575至1200公尺，背鰭軟條5至6枚；臀鰭軟條4枚，體長可達3.8公分。

## 扩展阅读
維基物種上的相關：印尼夢角鮟鱇